# Don Foster
Donald Michael Ellison Foster, baron Foster de Bath, (né le 31 mars 1947) est un homme politique britannique du parti Libéral-Démocrate qui est député de Bath de 1992 à 2015.
D'octobre 2013 à mai 2015, il est Contrôleur de la maison en tant que whip en chef Libéral-Démocrate. Il est créé baron Foster de Bath, de Bath dans le Comté de Somerset, dans la promotion de 2015, devenant membre de la Chambre des lords.

## Carrière professionnelle
Foster est né à Preston, dans le Lancashire, et fréquente la Lancaster Royal Grammar School, puis l'Université de Keele où il obtient un Baccalauréat universitaire en sciences, un diplôme en Physique et en Psychologie en 1969, et reçoit également la CertEd la même année. Plus tard, il reçoit un MEd en Éducation à l'Université de Bath en 1981.
Il est professeur de sciences à la Sevenoaks School dans le Kent, en 1969, avant sa nomination comme directeur de projet à Avon au sein de l'Autorité d'Enseignement, en 1975 puis comme chargé de cours en Éducation à l'Université de Bristol en 1980, avant d'être engagé en tant que Conseil en stratégie avec Pannell Kerr Forster de 1989 jusqu'à son élection à la Chambre des Communes.

## Carrière parlementaire
Militant local, il est membre fondateur des Libéraux-Démocrates de l'Avon et est élu conseiller municipal au conseil de comté d'Avon en 1981. Il est également président de la commission de l'éducation du comté, et reste conseiller jusqu'en 1989. Il se présente sans succès à Bristol Est aux Élections générales britanniques de 1987 où il termine à la troisième place, 11,659 voix derrière le Conservateur Jonathan Sayeed. Il est élu lors des Élections générales britanniques de 1992 en battant le Président du Parti Conservateur, Chris Patten, dans la circonscription de Bath avec une majorité de 3,768 voix. Foster défend le statut de Patrimoine mondial Bath et envoie ses meilleurs vœux à Patten à Hong Kong dans son premier discours, le 12 mai 1992.
Au Parlement du Royaume-Uni, il est le porte-parole du parti Libéral-Démocrate pour l'Éducation sous la direction de Paddy Ashdown en 1992, à ce titre, il siège jusqu'en 1999.
Après avoir été admis au Conseil Privé en 2010, en septembre 2012, Foster est nommé Sous-secrétaire d'État parlementaire pour les Communautés et le Gouvernement Local avant d'être promu en octobre 2013, comme whip en chef adjoint du gouvernement, représentant les Libéraux-Démocrates dans la coalition.
En janvier 2014, Foster annonce qu'il ne se représente pas comme député aux Élections générales britanniques de 2015, et se trouve maintenant en tant que Libéral-Démocrate dans l'opposition sur les bancs de la Chambre des lords. Sa circonscription de Bath est perdue en faveur des conservateurs en 2015, mais reprise par les Libéraux-Démocrates en 2017.

## Vie personnelle
Il s'intéresse au Tiers monde et est membre d'Amnesty International et du Groupe d'Action sur la pauvreté des enfants ainsi que le soutien à un certain nombre d'organismes de bienfaisance locaux, y compris Ted est le Big Day Out et Julian House. Le principal organisme de bienfaisance national qu'il soutient est de WaterAid. 
Foster est nommé Pair à vie en août 2015, malgré le fait d'avoir prôné l'abolition de la Chambre des lords. Il a déclaré: "je veux me débarrasser de [la Chambre des Lords] et le seul moyen [de le faire]...est d'avoir des gens là-bas qui va faire exactement cela."